# 甲府南インターチェンジ
甲府南インターチェンジ（こうふみなみインターチェンジ）は、山梨県甲府市にある中央自動車道のインターチェンジである。
甲府市内にある唯一の高速自動車国道のインターチェンジであるが、2006年（平成18年）2月28日まで東八代郡中道町に位置していた。そのため中道町と合併するまで甲府市内には高速自動車国道のインターチェンジが存在しなかった。なお、名古屋方面にある甲府昭和インターチェンジの場所は中巨摩郡昭和町であるが、一部が甲府市にかかっている（甲府市中心部へはこちらのインターチェンジのほうが近い）。

## 道路
- E20 中央自動車道 (14番)

## 接続する路線
- 国道358号 (直結)
  - 国道140号

## 料金所
- ブース数：4

### 入口
- ブース数：2
  - ETC専用（L-1）：1
  - ETC／一般＜混在＞（L-2）：1

### 出口
- ブース数：2
  - ETC専用（L-3）：1
  - ETC／一般＜混在＞（L-4）：1

## 歴史
- 1982年（昭和57年）11月10日：開通。

## アクセス地域
甲府市南部の他、笛吹市南西部、東京方面から中央市、西八代郡市川三郷町へはこのICが近い。ただし、名古屋方面から市川三郷町、中央市および南巨摩郡へ向かうには双葉JCTから中部横断自動車道を利用した方が近い。
2009年（平成21年）3月14日に新山梨環状道路南部区間が全通し、中央市や南アルプス市へ向かう場合の所要時間が短縮された。

## 周辺
史跡・観光
- 曽根丘陵
  - 曽根丘陵公園（甲斐風土記の丘）
  - 甲斐銚子塚古墳
  - 小平沢古墳
  - 丸山塚古墳
- アイメッセ山梨
- 精進湖・本栖湖へのアクセス道路としても使用される。

工業
- 国母工業団地
- 甲府ビジネスパーク
- 山梨県食品工業団地

商業
- イオンタウン山梨中央

## 甲府南バスストップ
甲府南バスストップは、甲府南IC出口付近にある中央自動車道のバス停留所である。
バス事業者では「中央道甲府南」と案内している。

### 停車する路線
- 中央高速バス甲府線（山梨交通・富士急バス・京王バス）
中央道境川 → 中央道甲府南 → 中道
※甲府南経由の下り便（甲府方面）の降車専用。上り便（新宿方面）は停車しない。

### バス停へのアクセス
- JR甲府駅より山梨交通75番「豊富行」に乗車し「宮下」バス停下車、徒歩6分。

## 隣
E20 中央自動車道
(13)一宮御坂IC - (13-1)笛吹八代スマートIC - 境川PA - (14)甲府南IC - 甲府中央SIC（事業中） - (15)甲府昭和IC